# 大審判 (電影)
《大审判》（英語：The Verdict）是一部于1982年上映的美国律政电影，由希德尼·鲁迈特导演，大卫·马梅特根据巴里·瑞德于1980年所著的小说改编，由保罗·纽曼、夏洛特·兰普林、杰克·瓦尔登、詹姆士·梅逊、米洛·奥谢以及林赛·克鲁斯主演。该电影主要叙述了一个倒霉的酒鬼律师接受了一个关于医疗事故的案子，以改善一位女子自己目前的处境。不过在这一过程当中，他逐渐察觉自己做的事情是一桩好事。
《大审判》在影评界中获得了普遍的好评，且亦在票房上取得了成功。该电影获得了五项奥斯卡奖提名，其中包括最佳影片、最佳导演（希德尼·鲁迈特）、最佳男主角（保罗-纽曼）、最佳男配角（詹姆士·梅逊）以及最佳改编剧本（大卫·马梅特）。